# Ruồi phân chuồng
Ruồi phân chuồng có tên khoa học theo danh pháp hai phần là Scathophaga stercoraria (L.), rất phổ biến ở các nước châu Âu, nhất là Anh, Pháp. Tên "ruồi phân chuồng" được dịch từ tiếng Anh "dung fly" (ruồi phân) hoặc "golden dung fly" (ruồi phân vàng) cũng như tiếng Pháp "mouche à merde" (ruồi phân) do loài này thường xuyên sinh sống trên các bãi phân của gia súc, nhiều nhất là của ngựa, bò, cừu, hươu, lợn rừng,...
Loài này được C. Lin-nê mô tả đầu tiên vào năm 1758 và ông đặt tên là Musca stercoraria. Nhưng sau đó các nhà phân loại xác định loài này không cùng chi với ruồi nhà (Musca domestica), mà thuộc chi ruồi săn mồi, nên hiện tên chính thức của loài vẫn giữ như Lin-nê đã đặt, còn tên chi đổi đúng và tác giả phát hiện được vinh danh đặt trong ngoặc đơn.
Loài S. stercoraria này được chú ý vì:
- Nó có thể xem là một loài chỉ thị cho mật độ gia súc hoặc thú hoang dã.
- Nó đóng vai trò trong việc phân hủy tự nhiên phân chuồng trên các cánh đồng.
- Nó đã trở thành một sinh vật chỉ thị để đánh giá tác dụng độc hại của dược phẩm thú y trong chăn nuôi gia súc quy mô lớn.
- Nó có vòng đời ngắn, tập tính phong phú nên là đối tương được nghiên cứu nhiều về hành vi, bộ gen.

## Mô tả hình thái
S. stercoraria là loài lưỡng hình giới tính, có tuổi thọ trung bình từ một đến hai tháng tùy theo nhiệt độ môi trường. Con đực trưởng thành có màu vàng tươi; các lông màu cam ở các chân trước. Con cái có màu hơi tối hơn, với ánh nâu, lục rõ và không có lông màu cam ở chân trước.
Cá thể trưởng thành có chiều dài từ 5 đến 11 mm, con đực thường lớn hơn con cái.

## Sinh sản
Loài này sinh sản trên phân chuồng, nhiều nhất ở phân gia súc tươi. Tỉ lệ giới tính trong quần thể lệch về giới đực ư thế, nên có sự cạnh tranh cao. Giao phối kéo dài 20–50 phút, sau đó con "bố" cố gắng bảo vệ con "mẹ" khỏi những con đực cạnh tranh khác, để bảo vệ thế hệ sau của chúng. Tuy nhiên, sau đó thì cả con đực và con cái lại có thể giao phối với đối tượng khác. Sự thành công sinh sản phụ thuộc vào nhiều yếu tố, bao gồm chất lượng tinh trùng, dinh dưỡng và nhiệt độ môi trường.

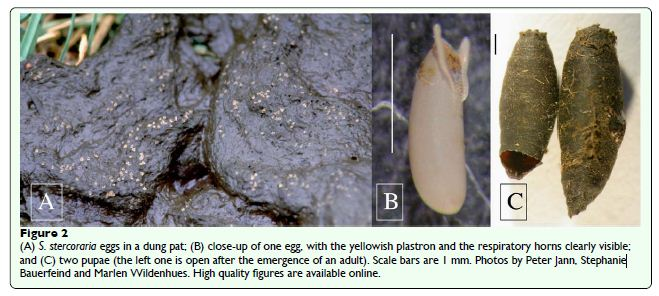
Các giai đoạn chính trong vòng đời.

## Phân bố
Các đặc điểm vật lý của các quần thể S. stercoraria riêng biệt có thể khác nhau rất nhiều, một phần là do phạm vi địa điểm mà loài được tìm thấy. Nói chung, chúng nằm ở các vùng ôn đới mát hơn, bao gồm Bắc Mỹ, Châu Á và Châu Âu. Họ cũng có thể thích những độ cao cao hơn, chẳng hạn như dãy Pyrenees và dãy Alps của Thụy Sĩ.

## Sử dụng trong nghiên cứu
- Loài này được sử dụng làm sinh vật mô hình gần bằng Drosophila melanogaster, trên khá nhiều lĩnh vực: tác nhân kiểm soát sinh học chống lại sinh vật gây hại xung quanh vật nuôi, cạnh tranh tinh trùng, hành vi giao phối, xung đột tình dục, sinh lý sinh sản và di truyền học. Đặc biệt, nghiên cứu về ruồi phân vàng đã đóng góp rất nhiều vào sự hiểu biết về hệ thống giao phối nhiều loài và sự cạnh tranh của tinh trùng. Ngoài ra, nó đã được phê duyệt là một trong những loài "báo hiệu" chất độc tố sinh thái, nhất là dư lượng thuốc thú y trong phân gia súc.[5] Ruồi phân vàng là tác nhân quan trọng trong quá trình phân hủy chất thải trên đồng cỏ, góp phần ngăn chặn sự lây lan của các loài nội sinh vật và trả lại chất dinh dưỡng cho đất. Chế độ ăn uống của các loài cũng giúp giảm bớt sự phong phú của ruồi bọ gây hại.[8][9] Rất nhiều nghiên cứu đã được thực hiện về ảnh hưởng của avermectins đối với quần thể S. stercoraria này. Avermectin có chứa trong phân có thể gây ra những tác động bất lợi không chủ ý đến quần thể ruồi phân vàng, chẳng hạn như tăng đột biến và giảm khả năng sống của quần thể cũng như nhiều loài khác. Nếu việc sử dụng loại thuốc này trong nông nghiệp không được giám sát cẩn thận, có thể xảy ra thiệt hại đáng kể về kinh tế.[8]